# Frédéric Schaub
Frédéric Schaub (* 30. April 1987) ist ein Schweizer ehemaliger Fussballspieler.
Frédéric Schaub startete seine Karriere 2006 beim FC Brugg noch in derselben Saison wechselte er dann zum FC Wohlen. In den Saisons 2008/09 und 2009/10 spielte er für den FC Aarau. Nachdem er seine Profilaufbahn für beendet erklärt hatte, schloss sich der Defensivspieler im Juni 2010 dem FC Muri an.